# Wybory uzupełniające do Senatu Rzeczypospolitej Polskiej VI kadencji
Wybory uzupełniające do Senatu RP VI kadencji (2005–2007) odbyły się 28 stycznia 2007. Przyczyną ich zarządzenia było wygaśnięcie mandatu z powodu wyboru do rady gminy w wyborach samorządowych w 2006.

## Lista wyborów uzupełniających do Senatu VI kadencji
| Okręg | Data             | Były senator | Były senator         | Wybrany senator | Wybrany senator        | Frekwencja | Przyczyna                                 |
| ----- | ---------------- | ------------ | -------------------- | --------------- | ---------------------- | ---------- | ----------------------------------------- |
| 33    | 28 stycznia 2007 |              | Elżbieta Gelert (PO) |                 | Władysław Mańkut (LiD) | 2,56%      | wybór na radnego Rady Miejskiej w Elblągu |

1. 1 2  W nawiasie podano skrót nazwy komitetu wyborczego, który zgłosił do wyborów danego kandydata.

## Przyczyny zarządzania wyborów uzupełniających
Podstawą prawną zarządzenia wyborów uzupełniających do Senatu RP VI kadencji była ustawa z dnia 12 kwietnia 2001 r. Ordynacja wyborcza do Sejmu Rzeczypospolitej Polskiej i do Senatu Rzeczypospolitej Polskiej (Dz.U. z 2001 r. nr 46, poz. 499, z późn. zm.).
Zgodnie z art. 215 w razie utraty mandatu przez senatora Prezydent RP zarządzał przeprowadzenie wyborów uzupełniających w okręgu, z którego został on wybrany, w ciągu 3 miesięcy od dnia stwierdzenia wygaśnięcia mandatu senatora. Wyborów uzupełniających nie przeprowadzano w okresie 6 miesięcy przed dniem, w którym upływał termin zarządzenia wyborów do Sejmu. Głosowanie przeprowadza się wyłącznie na terytorium kraju.
Wygaśnięcie mandatu senatora niezwłocznie stwierdzał Marszałek Senatu w formie obwieszczenia w następujących wypadkach:
- utraty prawa wybieralności;
- pozbawienia mandatu prawomocnym orzeczeniem Trybunału Stanu;
- zrzeczenia się mandatu (w tym przez odmowę złożenia ślubowania);
- śmierci senatora;
- zajmowania w dniu wyborów stanowiska lub funkcji, których, stosownie do przepisów Konstytucji Rzeczypospolitej Polskiej albo ustaw, nie można łączyć z mandatem senatora, z zastrzeżeniem przepisu ust. 3;
- powołania w toku kadencji na stanowisko lub powierzenia funkcji, których, stosownie do przepisów Konstytucji Rzeczypospolitej Polskiej albo ustaw, nie można łączyć ze sprawowaniem mandatu senatora;
- wyboru w toku kadencji na posła do Parlamentu Europejskiego;
- sprawowania przez senatora albo powołania go na stanowisko lub funkcję:

a) radnego rady gminy, rady powiatu lub sejmiku województwa,
b) w zarządzie powiatu, zarządzie województwa lub zarządzie związku komunalnego,
c) w zarządzie lub w radzie regionalnej albo branżowej kasy chorych,
d) wójta lub burmistrza (prezydenta miasta).

## Wybory uzupełniające 28 stycznia 2007 (okręg nr 33)

Okręg wyborczy nr 33 na tle Polski

Wybory uzupełniające do Senatu Rzeczypospolitej Polskiej w okręgu nr 33, które odbyły się 28 stycznia 2007, zostały zarządzone postanowieniem Prezydenta RP Lecha Kaczyńskiego z 4 grudnia 2006 z powodu wygaśnięcia mandatu senatorskiego Elżbiety Gelert, wybranej do Rady Miejskiej w Elblągu w wyborach samorządowych w listopadzie 2006. Przeprowadziła je Okręgowa Komisja Wyborcza w Elblągu.
Zwyciężył w nich Władysław Mańkut, który zasiadał już w izbie wyższej w latach 2001–2005.

### Kalendarz wyborczy
- do 9 grudnia 2006 — zawiadomienie Państwowej Komisji Wyborczej: przez organ partii politycznej o zamiarze zgłoszenia kandydata na senatora; przez pełnomocnika wyborczego o utworzeniu koalicyjnego komitetu wyborczego lub o utworzeniu komitetu wyborczego wyborców,
- do 19 grudnia 2006 do godz. 24:00 — zgłaszanie kandydatów na senatora w celu zarejestrowania,
- 26 stycznia 2007 o godz. 24:00 — zakończenie kampanii wyborczej,
- 28 stycznia 2007, godz. 6:00–20:00 — głosowanie[2].

### Kandydaci
Swoje kandydatury zarejestrowali:
1. Antoni Czyżyk (Platforma Obywatelska),
2. Lech Kraśniański (Samoobrona Rzeczpospolitej Polskiej),
3. Władysław Mańkut (Lewica i Demokraci SLD+SDPL+PD+UP),
4. Jolanta Szulc (Polskie Stronnictwo Ludowe),
5. Irena Tarnacka (Liga Polskich Rodzin).

### Wyniki
| Kandydat                                             | Kandydat         | Komitet wyborczy                      | Głosów |
| ---------------------------------------------------- | ---------------- | ------------------------------------- | ------ |
|                                                      | Władysław Mańkut | KKW Lewica i Demokraci SLD+SDPL+PD+UP | 4026   |
|                                                      | Antoni Czyżyk    | Platforma Obywatelska RP              | 3503   |
|                                                      | Jolanta Szulc    | Polskie Stronnictwo Ludowe            | 2852   |
|                                                      | Lech Kraśniański | Samoobrona Rzeczpospolitej Polskiej   | 1222   |
|                                                      | Irena Tarnacka   | Liga Polskich Rodzin                  | 1183   |
| Frekwencja: 2,56% Źródło: Państwowa Komisja Wyborcza |                  |                                       |        |